# Trayvon Bromell
Trayvon Bromell (Saint Petersburg, 10 juli 1995) is een Amerikaans sprinter. Hij nam tweemaal deel aan de Olympische Zomerspelen en bleef bij die gelegenheden medailleloos.

## Biografie
Op 25 juni 2015 liep Bromell in Eugene de 100 meter in 9,84 sec. Hiermee werd Bromell, samen met Donovan Bailey en Bruny Surin de tiende snelste man op de 100 meter. Bromell nam in 2015 deel aan de WK in Peking. Hij behaalde de bronzen medaille, in eenzelfde tijd als de Canadees Andre De Grasse.
In 2016 werd Bromell wereldkampioen op de 60 meter tijdens de Wereldkampioenschappen indooratletiek 2016 in Portland. Later dat jaar nam hij deel aan de Olympische Spelen in Rio de Janeiro. Hij haalde de finale en behaalde hier een achtste plaats in 10,06. Samen met Mike Rodgers, Justin Gatlin en Tyson Gay kwalificeerde hij zich ook voor de finale van de 4x100 meter. In de finale werd het Amerikaanse viertal gediskwalificeerd als gevolg van een foutieve stokwissel.
Via de Amerikaanse trials kon Bromell zich opnieuw plaatsen voor de 100 meter op de Olympische Zomerspelen van Tokio. In een tijd van 10,05 s kon Bromell zich plaatsen voor de halve finale van de 100 meter. In deze halve finale eindigde hij 3e. Ook zijn tijd van 10,00 s was niet voldoende om zich te plaatsen voor de finale. Samen met Ronnie Baker, Fred Kerley en Cravon Gillespie werd Bromell uitgeschakeld in de reeksen van de 4x100 meter mannen. Op de WK behaalde Bromell de bronzen medaille, achter zijn landgenoten Fred Kerley en Marvin Bracy.

## Titels
- Wereldkampioen indoor 60 m - 2016
- Wereldkampioen U20 4x100 m - 2014
- Amerikaans kampioen 100 m - 2021

## Persoonlijke records
Outdoor
| Onderdeel | Prestatie        | Datum             | Plaats  |
| --------- | ---------------- | ----------------- | ------- |
| 100 m     | 9,76 (+1,2 m/s)  | 18 september 2021 | Nairobi |
| 200 m     | 20,03 (+2,0 m/s) | 10 juni 2015      | Eugene  |

Indoor
| Onderdeel | Prestatie | Datum            | Plaats       |
| --------- | --------- | ---------------- | ------------ |
| 60 m      | 6,42      | 10 februari 2023 | Clemson      |
| 200 m     | 20,19     | 14 maart 2015    | Fayetteville |

## Palmares

### 60 m
- 2016:  WK indoor - 6,46 s

### 100 m
- 2015:  WK - 9,92 s
- 2016: 8e OS - 10,06 s
- 2021: 3e in halve finale OS - 10,00 s
- 2022:  WK - 9,88 s
- 2022:  Kamila Skolimowska Memorial - 9,95 s

Diamond League-podiumplaatsen
- 2021:  Memorial Van Damme - 9,97 s
- 2021:  British Grand Prix - 9,98 s
- 2022:  Prefontaine Classic - 9,93 s

### 4x 100 m
- 2016: DSQ OS (alleen finale gelopen)
- 2021: 6e in de series OS - 38,10 s

Diamond League-podiumplaatsen
- 2015:  Herculis - 37,87 s